# رولاند مارتن (أستاذ جامعي)
رولاند مارتن (بالفرنسية: Roland Martin)‏ هو مؤرخ الفن فرنسي، ولد في 15 أبريل 1912 في Chaux-la-Lotière ‏ في فرنسا، وتوفي في 14 يناير 1997 في ديجون في فرنسا.